# Africa Open 2011
Het Africa Open van 2011 is een golftoernooi dat wordt gespeeld van 6 tot en met 9 januari, wederom op de East London Golf Club in Oost-Kaap, Zuid-Afrika. Het toernooi telt mee voor de Sunshine Tour (2010-2011) en de Europese PGA Tour (2011).
Het betreft de vijfde editie van het Africa Open. Titelverdediger is Charl Schwartzel (-20). Het prijzengeld is weer € 1.000.000.
De baan heeft een par van 73. Het baanrecord is 66 en dateert uit 2009. Het staat op naam van Patrik Sjöland, Trevor Fisher Jr (2x), Richard Sterne, Mark Haastrup, Titch Moore, Klas Eriksson, Fredrik Andersson Hed, Jake Roos en Dawie Van Der Walt. Er werd in 2009 geen hole-in-one gemaakt.

## Verslag
Branson Pieters was de tiende speler die een ronde van 66 (-7) op deze baan maakte en na de eerste ronde aan de leiding ging. Er waren zes spelers met 67: Jean-Baptiste Gonnet, Brandon Grace, Fredrik Ohlsson, Elliot Saltman, Miles Tunnicliff en Jaco Van Zyl. Tim Sluiter maakte -1, Floris de Vries speelde par.

Na de tweede ronde deelden drie spelers de leiding, Brandon Grace, Miles Tunnicliff en Markus Brier, die als elfde speler een ronde van 66 maakte. Tim Sluiter maakte par, Floris de Vries maakte +2 en kwalificeerde zich niet voor het weekend.
In de derde ronde maakte Robert Dinwiddie als derde speler tijdens dit toernooi een ronde van 66. Mede hierdoor eindigde hij in de top 10, zodat hij een startbewijs voor het volgende toernooi heeft.
De vierde ronde eindigde in een play-off tussen Louis Oosthuizen, rookie Manuel Quiros en Chris Wood. Na de eerste hole viel al de beslissing. Oosthuizen mocht als eerste afslaan en belandde in de rough. Door toeval eindigde hij toch op de fairway. Quiros en Wood sloegen rechte ballen, die verder dan de bal van Oosthuizen kwamen, dus Oosthuizen moest als eerste naar de green slaan. Hij kwam op drie meter van de vlag, maakte een birdie en won. De derde plaats werd gedeeld door Jaco Van Zyl, Charl Schwartzel en Steve O'Hara, die als vierde speler tijdens dit toernooi een ronde van 66 binnen bracht.
| Naam             | R1  | Stand | R2  | Totaal | Stand | R3 | Totaal | Stand | R4  | Totaal | Stand |
| ---------------- | --- | ----- | --- | ------ | ----- | -- | ------ | ----- | --- | ------ | ----- |
| Louis Oosthuizen | -3  |       | -6  | -9     | T4    | -4 | -13    | T1    | -3  | -16    | 1     |
| Manuel Quiros    | -2  |       | -5  | -7     | T12   | -5 | -12    | T4    | -4  | -16    | T2    |
| Chris Wood       | -3  | T     | -4  | -7     | T12   | -6 | -13    | T1    | -3  | -16    | T2    |
| Robert Dinwiddie | -4  | T     | +1  | -3     | T36   | -7 | -10    | T11   | -4  | -14    | 7     |
| Brandon Grace    | -6  | T2    | -4  | -10    | T1    | -1 | -11    | T7    | -2  | -13    | T8    |
| Miles Tunnicliff | -6  | T2    | -4  | -10    | T1    | -1 | -11    | T7    | -2  | -13    | T8    |
| Markus Brier     | -3  | T24   | -7  | -10    | T1    | -3 | -13    | T1    | par | -13    | T8    |
| Tim Sluiter      | -1  | T39   | par | -1     | T54   | -3 | -4     | T39   | -2  | -6     | T38   |
| Brandon Pieters  | -7  | 1     | +4  | -3     | T26   | +3 | par    | T63   | +1  | +1     | T65   |
| Floris de Vries  | par | T76   | +2  | +2     | T87   | MC |        |       |     |        |       |

## De spelers
| Europese Tour - Ariel Cañete - Clodomiro Carranza - S S P Chowrasia - Darren Clarke - David Dixon - David Drysdale - Pelle Edberg - Jamie Elson - Kenneth Ferrie - Alastair Forsyth - Jean-Baptiste Gonnet - Julien Guerrier - Benjamin Hebert - Scott Hend - Sam Hutsby - Michael Jonzon - Anthony Kang - Gareth Maybin - Ross McGowan - Steven O'Hara - Marco Ruiz - Jarmo Sandelin - Daniel Vancsik - Marc Warren - Chris Wood - Robert Rock Challenge Tour - Magnus A. Carlsson - Frederico Colombo - Robert Dinwiddie - Ben Evans - Oscar Floren - Lorenzo Gagli - Daniel Gaunt - Matt Haines - Scott Jamieson - Jan-Are Larsen - Andrew Marshall - George Murray - Victor Riu - Joel Sjöholm | - Lee Slattery - Marius Thorp - Mark Tulio - Floris de Vries - Sam Walker - Bernd Wiesberger Top van de Tourschool - Simon Wakefield - Carlos Del Moral - Mikko Korhonen - Adam Gee - Jaco Van Zyl - Florian Fritsch - Andreas Hartø - Liam Bond - Stuart Manley - Romain Wattel - Lloyd Saltman - Tim Sluiter - Joakim Haeggman - Shaun Norris - Victor Dubuisson - Jason Knutzon - Thomas Norret - Matthew Nixon (AM) - George Coetzee - Steve Lewton - Alfredo García Heredia - Fredrik Ohlsson - Alexandre Kaleka - Pedro Oriol - Wade Ormsby - Markus Brier - François Delamontagne - Borja Etchart - Sebi García - Eirik Tage Johansen - Roope Kakko - Manuel Quiros - Elliot Saltman - Steven Tiley | Regionale Order of Merit - Warren Abery - Jaco Ahlers - Thomas Aiken - Christiaan Basson - Oliver Bekker - Ulrich van den Berg - Jacques Blaauw - André Bossert - Michiel Bothma - Merrick Bremner - T.C. Charamba - Neil Cheetham - Charl Coetzee - George Coetzee - André Cruse - Josh Cunliffe - Andrew Curlewis - Adilson Da Silva - Louis De Jager - Johan Du Buisson - Michael Du Toit - Tyrone Ferreira - Darren Fichardt - Trevor Fisher Jr - Adrian Ford - Dion Fourie - Andrew Georgiou - Retief Goosen - Brandon Grace - Daniel Greene - Vaughn Groenewald - Alex Haindl - Justin Harding - David Hewan - Keith Horne - Jean Hugo - James Kamte - James Kingston - Jbe' Kruger - Ben Mannix - Martin Maritz - Doug McGuigan | - PH McIntyre - Anthony Michael - Alan Michell - Louis Moolman - Titch Moore - Tyrone Mordt - Grant Muller - Mark Murless - Colin Nel - Prinavin Nelson - Shaun Norris - Dean O'Riley - Louis Oosthuizen - Deane Pappas - Brandon Pieters - Jake Roos - Neil Schietekat - Charl Schwartzel - J.J. Senekal - Theunis Spangenberg - Chris Swanepoel - Des Terblanche - Ryan Tipping - Tyrone van Aswegen - Divan van den Heever - Willie van der Merwe - Tjaart van der Walt - Jaco Van Zyl - Bradford Vaughan - Justin Walters - Chris Williams Sponsor uitnodiging - Jamie Abbott - Antti Ahokas - Scott Drummond - Peter Gustafsson - Miles Tunnicliff - Ryan Hood - Atti Schwartzel - Teboho Sefatsa - Thabang Simon - Dawie Van Der Walt |

Zie het gehele schema van de Europese PGA Tour 2011.